# Wamberto Sousa Campos
Wamberto de Jesus Sousa Campos (São Luís, 13 de dezembro de 1974) é um ex-futebolista brasileiro que atuava como atacante.
Seu nome veio por causa de um outro Wamberto, que jogou no Sampaio Corrêa na década de 70, time que seu pai era um torcedor fanático.

## Carreira
Revelado pelo Sampaio Corrêa, subiu ao time principal com 16 anos e disputou o Mundial sub-17 em 1991, na Itália. Após a competição, voltou vendido por US$ 80 mil para o Sérésien da Bélgica.
Pelo Sérésien, conseguiu o acesso para a 1ª divisão local.
Foi contratado pelo Standard de Liége, em 1996, onde jogou 81 partidas marcando 11 gols.
Foi contratado pelo AFC Ajax na temporada 1998-1999 e apelidado de “Wampie” logo que chegou à Holanda. Pelo clube onde jogou de 1998 a 2004 e foi campeão da Taça da Holanda em 1999, jogou 111 partidas e marcou 30 gols.
A partir de 2006 joga pelo Mons da Bélgica.
Em 2007, retorna para a Holanda para atuar pelo FC Omniworld.

## Títulos
Sampaio Corrêa
- Campeonato Maranhense: 1991,1992

Ajax
- Campeonato Holandês: 1995, 1996 e 1998
- Supercopa dos Países Baixos: 1995
- Copa dos Países Baixos: 1998

R.A.E.C. Mons
- Campeonato Belga de Futebol Segunda Divisão: (2005-06)